# 니잠
니잠은 인도 문화권에서 사용된 군주 칭호이다. 니잠을 군주 칭호로 채택한 대표적인 국가로는 하이데라바드국이 있다.

## 같이 보기
- 하이데라바드의 니잠
- 티푸 술탄
- 니잠 (동음이의)